# Handpan

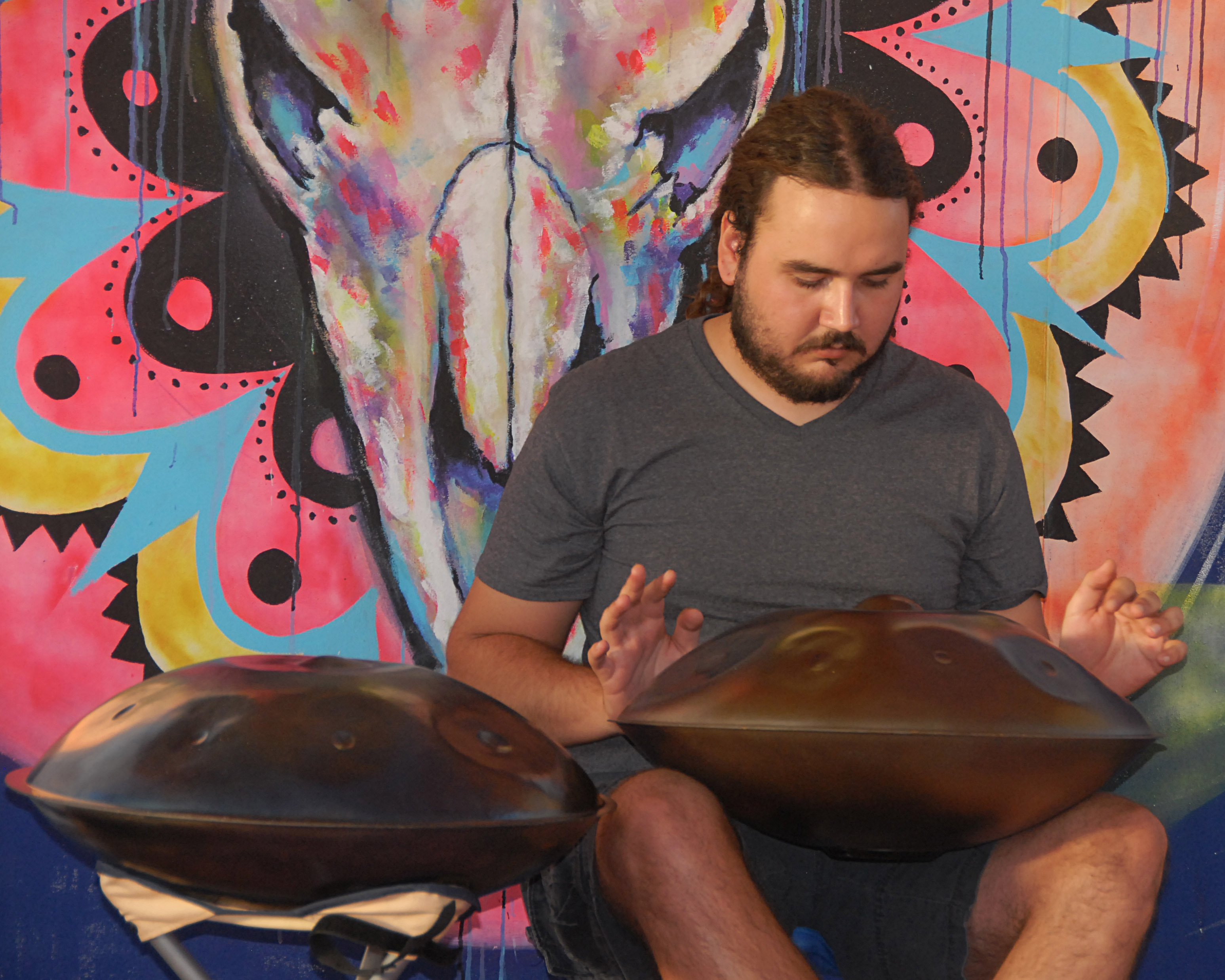
Handpanspieler

Die (auch das) Handpan, seltener Pantam, ist ein mit den Händen gespieltes Blechklanginstrument, das 2007 als Reaktion auf das weltweit große Interesse für das von der Schweizer PANArt Hangbau AG im Jahr 2000 entwickelte Hang auf den Markt kam. Alle Varianten des zu den Aufschlagidiophonen gehörenden Melodieinstruments bestehen aus zwei verbundenen Stahlblechschalen mit mehreren Tonfeldern in  der oberen Schale. Inspiriert wurde der Instrumententyp durch die Steel Pan aus Trinidad und den Tontopf Ghatam aus Südindien. 

## Herkunft
Der Ausdruck Handpan tauchte zum ersten Mal im Herbst 2007 auf der Website des amerikanischen Steelpanbauers Pantheon Steel auf, wo er ein eigenes Instrument ankündigte, das sich als Alternative zum Hang verstand. Die Bezeichnung wurde daraufhin im heute nicht mehr existierenden Hang-Music-Forum aufgegriffen. Als Nachfolger dieses Forums entstand im Jahr 2009 das Internetforum handpan.org. So fand der Ausdruck weite Verbreitung. Eine neue Sachbezeichnung für diese Instrumente war notwendig geworden, weil PANArt den Namen Hang als Marke für Musikinstrumente registriert hatte, so dass er zur Bezeichnung der Instrumente anderer Hersteller nicht zur Verfügung stand. 
Die Sachbezeichnung Handpan ist wiederholt diskutiert worden. So lehnt die PANArt den Ausdruck zur Bezeichnung ihres Instruments Hang ausdrücklich ab. Auch eine Reihe von Handpanbauern und Spielern, insbesondere aus dem nicht englischsprachigen Raum, äußerten sich immer wieder kritisch. In neuerer Zeit wird von einigen die Bezeichnung Pantam verwendet, ein Ausdruck, der ursprünglich ein Name für das Hang in Israel war.
Die ersten fünf Instrumente, die zu den Handpans gerechnet werden, waren die Caisa von Kaisos Steel Drums (Deutschland, 2007), das BELLs von BEllart (Spanien, 2009), das Halo von Pantheon Steel (USA, 2009), das Spacedrum von Metal Sounds (Frankreich, 2009) und die Opsilon von Opsilon Instruments (Deutschland 2011). Heute gibt es mehr als 150 Handpanbauer, deren Instrumente sich in Material, Herstellungsverfahren, Qualität und Klang erheblich unterscheiden.

## Bauform
Die meisten Handpans übernehmen vom Hang die Grundform, bestehend aus zwei miteinander verklebten Halbkugelsegmenten, einem zentralen Tonfeld und einem Ring aus mindestens sieben Tonfeldern auf der Oberseite und einer Öffnung auf der Unterseite. Diese Handpans unterscheiden sich jedoch in etlichen Eigenschaften nicht nur von dem ursprünglichen Hang, sondern auch untereinander. 
Für die Rohformen kommen unterschiedliche Stahlblechsorten, Blechstärken und Herstellungsverfahren zum Einsatz.
Anzahl, Größe und Form der Tonfelder sowie die zur Ausformung der Tonfelder angewandten Techniken unterscheiden sich ebenfalls. Wie beim Hang weisen die Tonfelder der meisten Handpans in der Mitte der Tonfelder eine nach innen gerichtete Einwölbung auf, für die sich im Englischen der Ausdruck Dimple (Beule) durchgesetzt hat. Auch hier gibt es erhebliche Variationen in Größe und Form. Während das Ding genannte, zentrale Tonfeld des Hang eine nach außen gewölbte Kuppel aufweist, kommen bei den Handpans oft auch zentrale Tonfelder mit nach innen gerichtetem Dimple analog zu den Tonfeldern im Kreis vor. Einige Handpans weichen noch deutlicher vom Hang-Layout ab, ordnen eine größere Anzahl von Tönen anders auf der Oberseite an oder haben zusätzliche Tonfelder auf der Unterseite (Bottom Notes). 
Die runde Öffnung auf der Unterseite wird beim Hang Gu genannt und hat einen nach innen gerichteten Hals, der zusammen mit dem Luftvolumen im Hohlkörper einen Helmholtz-Resonator bildet, der an der Dingkuppel angeregt wird. Handpans verzichten dagegen oft auf den Hals in der Öffnung. So kann die Helmholtz-Resonanz nicht oder nur schwach angeregt werden, insbesondere wenn die nach außen gerichtete Kuppel auf der Oberseite fehlt.
In die einzelnen Tonfelder sind wie beim Hang in der Regel drei Teiltöne (Grundton, Oktave und Duodezime) eingestimmt. Die Einstimmung der Tonfelder wird durch ihre Ausformung und viele weitere Parameter beeinflusst. Sie unterscheiden sich von Tuner zu Tuner. Daher variiert auch der Klangcharakter der Instrumente deutlich.

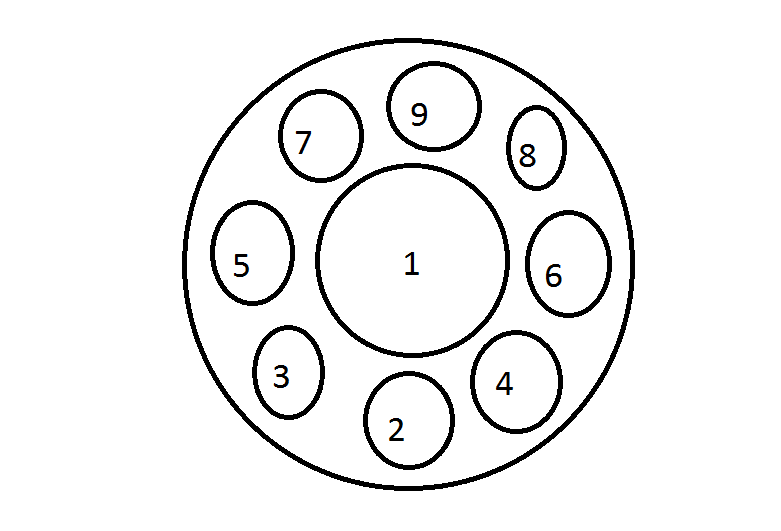
Übliche Anordnung der Töne auf der Oberseite eines Handpans. Die Zahlen geben die Reihenfolge vom tiefsten zum höchsten Ton an.

Das zentrale Tonfeld ist der tiefste Ton. Die übrigen Töne sind kreisförmig darum angeordnet. Die Reihenfolge der Töne folgt einem Zickzack-Muster (siehe Abbildung). Handpans werden wie die erste Generation des Hang in vielen verschiedenen Skalen angeboten. Es kommen nicht nur diatonische, sondern auch Skalen mit größeren Intervallabständen vor, teils ethnomusikalische, aber auch vom jeweiligen Tuner für den Einsatz bei seinen Instrumenten freierfundene Skalen.

### Abgrenzung zu den Steel Tongue Drums
Zu unterscheiden sind Handpans von den Steel Tongue Drums. Dies ist ein ähnliches Instrument wie eine Handpan, unterscheidet sich dennoch merklich von ihr. Bei einer Tongue Drum werden die Klangfelder in das Instrument eingeschnitten oder gelasert, während bei einer Handpan das Klangfeld mit dem Hammer geschaffen wird. Tongue Drums sind aus dickerem Stahl, kleiner, aber auch schwerer. Handpans sind voller und lauter im Klang, während Steel Tongue Drums leiser sind, aber länger nachschwingen.

### Digitale Handpans
In den letzten Jahren gab es verschiedene Initiativen, digitale Handpans auf der Grundlage von Samples zu entwickeln, von denen bisher keine zum Erfolg führte. Im Juni 2015 begann das Unternehmen Ovalsound S.L. eine Kickstarter-Kampagne für die „erste digitale Handpan“. Nach Auslieferung erster Instrumente musste sie jedoch im Dezember 2017 Insolvenz anmelden.

## Spielweise
Die Handpan wird waagerecht auf den Schoß gelegt. Alternativ kann man sie auch senkrecht halten, um den Gu mit einer Hand erreichen zu können. Manche Spieler verwenden mehrere Handpans gleichzeitig. Dabei wird das zweite oder dritte Instrument auf Handpanständern platziert. 
Gespielt wird die Handpan mit den Händen. Mit Fingern und Daumen, aber beispielsweise auch mit Schlägen mit den Daumenballen lassen sich die Tonfelder anregen. Je nach Ort des Anschlags auf dem Tonfeld können bestimmte Teiltöne hervorgehoben werden. Die Bereiche zwischen den Tonfeldern werden zum Setzen perkussiver Akzente genutzt.